# Las Maravillas, Campeche
Las Maravillas är en ort i Mexiko.   Den ligger i kommunen Candelaria och delstaten Campeche, i den sydöstra delen av landet, 900 km öster om huvudstaden Mexico City. Las Maravillas ligger 47 meter över havet och antalet invånare är 156.
Terrängen runt Las Maravillas är platt. Runt Las Maravillas är det glesbefolkat, med 11 invånare per kvadratkilometer. Närmaste större samhälle är Don Samuel, 15,8 km norr om Las Maravillas. I omgivningarna runt Las Maravillas växer i huvudsak städsegrön lövskog.